# Maikel Renfurm
Maikel Renfurm (Paramaribo, Suriname, 1976. július 8. –) holland-surinamei labdarúgócsatár, edző, a Westlandia segédedzője.